# 클로니딘
클로니딘(clonidine)은 카타프레스(Catapres), 켑베이(Kabvay) 등의 상품명으로 판매되는 α2 작용제의 일종이다. 고혈압, 주의력결핍 과잉행동장애(ADHD), 금단 증상 (알코올, 오피오이드, 니코틴 등), 폐경기의 안면홍조, 설사, 근육의 경직, 특정 통증성 질환들을 치료하는 데에 사용된다. 경구, 주사, 경피 패치 등으로 투여한다. 투여한 지 1시간 안에 보통 효과가 나타나며, 혈압 하락 효과는 8시간까지 지속된다.
흔한 부작용에는 구강건조증, 어지럼증, 두통, 저혈압, 졸림 등이 있다. 심한 부작용에는 환각, 부정맥, 혼란 등이 있다. 약물 복용을 빠르게 중단하는 경우 금단 증상이 나타날 수 있다. 임신이나 수유 중 사용은 권고되지 않는다. 클로니딘은 뇌에 존재하는 α2 수용체를 자극하여 동맥을 이완시키고 혈압을 낮춘다.
클로니딘은 1961년 특허를 받았고 1966년부터 의학적으로 사용되었다. 현재는 복제약으로도 이용 가능하다. 2020년 한 해 동안 미국에서는 900만 건 이상 처방되어 75번째로 많이 처방된 약물로 기록되었다. 대한민국에서 경구용 클로니딘 염산염인 켑베이서방정 0.1mg의 사용 허가는 2013년 1월 30일에 났다. 급여는 2016년 2월 1일부터 틱이나 뚜렛 증후군을 동반하는 6~17세의 소아와 청소년의 ADHD에 대하여 인정되기 시작하였다. 이후 2019년에 급여 기준이 변경되며 틱이나 뚜렛 증후군을 동반하지 않는 6~17세의 ADHD에 대해서도 급여가 인정되었다.

## 의학적 사용

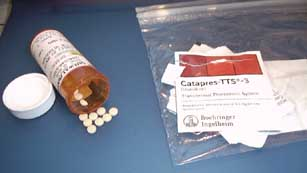
클로니딘 알약과 경피 패치

클로니딘은 고혈압, 주의력결핍 과잉행동장애(ADHD), 금단 증상 (알코올, 오피오이드, 니코틴 등), 폐경기의 안면홍조, 설사, 특정 통증성 질환의 치료에 사용된다. 또한 오프라벨로는 우발적인 불면증, 하지 불안 증후군, 불안 등의 치료에 쓰일 수 있다.

### 고혈압
클로니딘은 저항성 고혈압 환자에서 혈압을 낮추는 데에 효과적일 수 있다.
클로니딘은 맥박수를 낮추고 레닌, 알도스테론, 카테콜아민의 혈청 내 농도를 감소시켜 작용한다.

### ADHD
클로니딘은 일부 환자에서 ADHD의 증상을 개선시킬 수 있으나 여러 부작용을 일으키고 유익한 효과는 보통 정도이다. 오스트레일리아에서는 의약품관리청(TGA)에 의해 클로니딘의 사용이 승인되어 있으나 ADHD에는 허가가 나 있지 않다. 클로니딘은 메틸페니데이트와 함께 ADHD의 치료에 관한 여러 연구가 이루어진 약물이다. 메틸페니데이트만큼 ADHD 치료에 있어 클로니딘이 효과적이지는 못했지만, 약간의 치료 효과를 낼 수 있으며 각성제와 병용하면 유용할 수 있다. 몇몇 연구에서는 구안파신보다 진정 효과가 잘 나타난다고 밝혔다. 또한 클로니딘은 ADHD 환자에서 각성제와 관련된 불면증 등의 수면 장애를 줄이기 위해 쓰일 수 있다.

### 금단증상
오피오이드, 술, 벤조디아제핀, 니코틴 등의 약물을 장기간 사용하다가 갑자기 중단하였을 때 발생할 수 있는 금단증상을 완화하기 위해 클로니딘을 사용할 수 있다. 클로니딘은 빈맥, 고혈압, 다한증, 홍조, 좌불안석증 등의 교감신경계 반응을 억제하여 오피오이드 금단의 증상을 완화할 수 있다 또한 흡연자의 금연을 돕는 데에도 유용할 수 있다. 진정 효과도 임상적으로 유용할 수 있다. 또한 특정 약물, 특히 오피오이드를 사용하던 산모에게서 태어난 아기에게서 발생할 수 있는 신생아 금단 증후군의 중증도를 감소시키고, 신생아 금단 증후군에 걸린 신생아의 신경행동 상태를 개선시킬 수도 있다.
드물게 발생하는 덱스메데토미딘 금단의 치료에도 클로니딘을 사용할 수 있다고 제안되기도 하였다.

### 경직
클로니딘은 경직의 치료에도 약간의 역할을 할 수 있으며, 손상된 부분 아래로 과도한 감각 전달이 일어나는 것을 억제하는 방식으로 주로 작용한다. 그러나 저혈압, 서맥, 졸림 등 여러 부작용으로 인해 이차나 삼차 치료제로 주로 사용된다.

### 그 외의 사용
여러 오프라벨로도 사용되는데, 스트레스, 수면장애, 외상후 스트레스 장애(PTSD)로 인한 과각성 상태, 경계선 인격 장애, 기타 불안장애 등의 정신 질환에 쓰이기도 한다. 클로니딘은 약간의 진정 작용도 하여 수술이나 시술 이전에 예비투약할 수 있다. 급성 조증 삽화를 진정시키는 방법으로 연구되기도 하였다. 심장 발작 중의 통증, 수술 후에 발생한 통증, 조절이 잘 되지 않는 통증의 완화를 위해 클로니딘의 경막외 투여에 관해서도 광범위한 연구가 이루어졌다. 하지 불안 증후군에도 사용할 수 있다. 장미증과 관련된 발적과 안면홍조 치료에 사용될 수도 있다. 또한 당뇨병성 신경병증 치료에 관한 임상시험에서 국소 투여 시 성공적인 결과를 내기도 하였다. 편두통이나 폐경기의 안면홍조에 쓰일 수도 있다. 과민성 장 증후군이나 변실금, 당뇨병과 관련된 불응성 설사, 오피오이드 금단이나 단장 증후군, 신경내분비종양, 콜레라와 관련된 설사 치료에도 사용되었다. 투렛 증후군, 특히 틱 증상의 치료에 쓰일 수 있다.  한편 클로니딘에 관련하여 환각제 지속성 지각장애(HPPD)의 증상을 없애거나 완화하는 데에 도움이 된다는, 임상시험에서의 성공적인 결과가 나오기도 하였다.
무릎관절 공간에 클로니딘을 포함한 알파-2 작용제를 주사할 시, 관절경을 이용한 무릎 수술 뒤 생기는 통증의 정도를 줄일 수도 있다.

### 클로니딘 억제 검사
클로니딘으로 인한 순환 노르에피네프린의 감소는 과거 크롬친화세포종의 검사에 이용되었다. 크롬친화세포종은 부신속질에서 주로 발견되는 카테콜아민 합성 종양이다. 이러한 클로니딘 억제 검사에서는 검사용 클로니딘 0.3mg을 경구로 투여하며, 클로니딘 투여 이전과 투여 3시간 이후의 혈장 카테콜아민 농도를 측정한다. 만일 혈장 내 카테콜아민 농도가 떨어지지 않는다면 검사 양성으로 판정한다.

### 임신과 수유 시
FDA에서는 클로니딘을 임산부 약물 등급 C군으로 분류하였다. 오스트레일리아의 TGA에서는 임산부 약물 등급 B3급으로 판정하였는데, 이는 동물 연구에서 태아 발달에 약간의 유해한 효과가 있었으나 사람에서도 그러한지는 알려져 있지 않다는 것을 의미한다. 클로니딘은 모유에서 높은 농도로 나타나며, 수유를 받는 신생아는 산모의 혈청 내 클로니딘 농도의 3분의 2 가량을 가지게 된다. 임신 중이거나, 임신을 계획 중이거나, 수유 중인 여성에게는 클로니딘 투여 시 주의해야 한다.

## 부작용
클로니딘의 주된 부작용에는 진정, 구강건조증, 저혈압이 있다.
빈도 순 배열
아주 흔함 (발생 빈도 > 10%):
- 어지럼증
- 기립성 저혈압
- 졸림 (용량 의존적)
- 구강건조증
- 두통 (용량 의존적)
- 피로감
- 피부 반응 (경피로 투여한 경우)
- 저혈압

흔함 (발생 빈도 1-10%):
- 불안
- 변비
- 진정 (용량 의존적)
- 구역질, 구토
- 권태감
- 간기능검사 이상
- 발진
- 체중 증가 또는 감소
- 귀 아래의 침샘에서 오는 통증
- 발기부전

흔하지 않음 (발생 빈도 0.1-1%):
- 망상 지각
- 환각
- 악몽
- 감각이상
- 동서맥
- 레이노 현상
- 소양증 (가려움)
- 두드러기

드묾 (발생 빈도 < 0.1%):
- 여성형유방증
- 잘 울지 못하게 됨
- 방실차단
- 비강건조증
- 대장의 가성폐색
- 탈모
- 고혈당증

### 복용 중단 시
클로니딘은 교감신경계의 출력을 억제하므로 저혈압을 유발하는데, 갑자기 클로니딘 복용을 중단하면 교감신경계 출력이 다시 반등하면서 급성 고혈압이 발생하기도 한다. 극단적인 경우 응급 상황인 고혈압 위기가 일어날 수 있다.
이러한 반동 효과를 피하기 위해서는 클로니딘 복용을 중단할 때 용량을 천천히 줄이면서 약물을 끊어야 한다. 클로니딘의 중단으로 인해 발생한 고혈압의 치료는 그 중증도에 따라 달라진다. 가벼운 경우에는 클로니딘을 다시 투여하고, 보다 긴급한 상황에서는 알파 차단제와 베타 차단제를 투여한다. 클로니딘 중단 고혈압에 베타 차단제만 투여하면 알파 수용체로 인한 혈관수축은 계속될 수 있으므로 베타 차단제만 단독으로 투여해서는 안된다.

## 약리학
| 위치 | Ki (nM)        | 생물 종  | 각주          |
| --- | -------------- | -------- | ------------- |
| NET | >1,000         | 사람     | [ 70 ]        |
| 5-HT1B | >10,000        | 쥐       | [ 71 ]        |
| 5-HT2A | >10,000        | 사람     | [ 69 ]        |
| α1A | 316.23         | 사람     | [ 70 ]        |
| α1B | 316.23         | 사람     | [ 70 ]        |
| α1D | 125.89         | 사람     | [ 70 ]        |
| α2A | 35.48 - 61.65  | 사람     | [ 70 ] [ 72 ] |
| α2B | 69.18 - 309.0  | 사람     | [ 72 ] [ 70 ] |
| α2C | 134.89 - 501.2 | 사람     | [ 72 ] [ 70 ] |
| D1 | > 10,000       | 쥐       | [ 73 ]        |
| I1 | 31.62          | 소       | [ 70 ]        |
| I2 (피질) | >1,000         | 쥐       | [ 70 ]        |
| MAO-A | >1,000         | 쥐       | [ 70 ]        |
| MAO-B | >1,000         | 쥐       | [ 70 ]        |
| σ | >10,000        | 기니피그 | [ 74 ]        |
| Ki는 수용체에 대한 약물의 친화력이다. Ki가 작을수록 수용체에 대한 친화력이 크다는 것을 의미한다. 보고된 이미다졸린-2 결합은 피질에서 측정된 것으로, 위의 막에서 측정된 I2 수용체 결합은 훨씬 낮았다. |                |          |               |

### 작용 기전
클로니딘은 뇌혈관장벽을 가로질러 이동할 수 있다.

#### 고혈압
클로니딘은 뇌줄기의 α2 수용체에 작용하여 말초혈관저항을 낮추고 혈압을 감소시킨다. 이때 클로니딘은 뇌줄기의 혈관운동중추에 존재하는 신경절이전 α2 수용체에 특이성을 가진다. 클로니딘이 알파2 수용체에 결합하면 교감신경계의 억제 효과를 불러와, 노르에피네프린, ATP, 레닌, 신경펩타이드 Y의 분비를 억제한다. 이 물질들은 분비됐을 때 혈관의 저항을 증가시킬 수 있는 물질들이다.:201–203
또한 클로니딘은 뇌의 이미다졸린-1 수용체 (I1 수용체)에도 작용제로서 작용하는데, 이 효과 역시 교감신경계의 신호를 줄여 혈압을 감소시키는 데에 기여할 수 있다는 가설이 있다. 이 효과는 혈관운동중추에서 α2 작용제로서의 효과보다 상위에서 작용한다.:201–203
클로니딘은 서맥도 일으킬 수 있는데, 이론적으로는 미주신경을 통한 신호를 증가시키기 때문으로 여겨진다. 정맥 주사로 투여했을 때 클로니딘은 혈관 평활근의 α1 수용체를 자극하여 일시적으로 혈압을 증가시킬 수 있다. 이러한 혈압이 올라가는 효과는 경구나 경피 패치로 투여했을 때는 일반적으로 나타나지 않는다.:201–203
클로니딘의 항고혈압 효과는 정상적인 배설 기능을 가진 환자에서 혈장 농도가 0.2~2.0ng/mL일 때 나타나며, 이 범위를 넘어가면 더 이상 혈압 감소 효과가 강해지지 않는다.

### ADHD

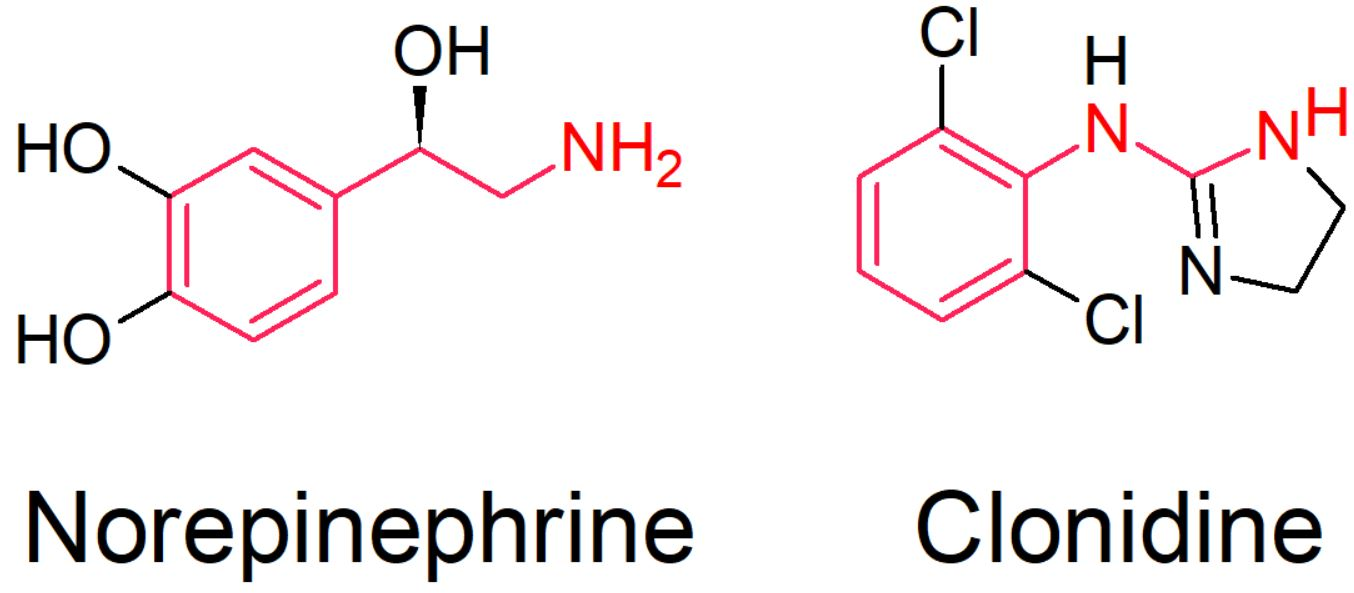
신경전달물질인 노르에피네프린과 클로니딘의 구조를 비교한 그림. 두 물질은 모두 알파2 수용체에 결합할 수 있다. 두 물질 간의 유사한 부분은 빨간색으로 강조되어 있다.

ADHD가 있는 환자에서 클로니딘의 분자적인 작용 기전은 아드레날린성 수용체의 아형 중 하나인 알파2A 수용체에 클로니딘이 작용제로 작용하기 때문에 발생한다. 알파2A 수용체는 뇌에서 가장 잘 발견되는데, 특히 전전두피질에 주로 존재한다. 신경세포의 시냅스틈새 쪽 막에 존재하는 알파2A 수용체가 작용제에 의해 활성화되면, 시냅스로 연결된 신경세포가 억제된다. 따라서 전전두피질에 존재하는 알파2A 수용체에 클로니딘이 작용하면 그 뒤쪽의 신경세포에서 노르에피네프린의 분비가 억제된다.
이러한 클로니딘의 작용 기전은 뇌에서 생리적으로 청반(LC)에 의해 전전두피질 신경세포가 억제되는 과정과 유사하다. 청반은 전전두피질로 노르에피네프린을 분비하는 교뇌의 신경핵이다. 노르에피네프린이 하위 신경세포의 표적 아드레날린성 수용체에 결합하여 자극성 효과를 유도할 수도 있지만, 알파2A 수용체에 결합하여 상술한 클로니딘의 작용 기전과 유사하게 추가적인 노르에피네프린의 분비를 억제하며 억제성 효과를 낼 수 있다. 전전두피질은 기억과 주의 집중에 필수적인 부분인데, 클로니딘의 전전두피질 신경세포 억제 기능은 불필요한 주의 집중과 그에 따른 과잉 행동을 없애고, 올바른 곳에 집중할 수 있도록 돕는다고 생각된다.

#### 성장호르몬 검사
클로니딘은 시상하부에서 성장호르몬 방출 호르몬(GHRH)의 분비를 자극하며, GHRH로 인해 뇌하수체에서는 성장호르몬 분비가 자극된다. 이러한 일련의 과정은 소아에서 성장호르몬 결핍증의 진단을 보조하기 위한 성장호르몬 검사의 일부에 이용되어 왔다.

### 약동학
복용한 후 클로니딘은 혈류로 빠르게 흡수되며 생체이용률은 70~80%로 나타난다. 사람의 혈장에서 최대 농도 Cmax는 즉방형(immediate release, IR) 제제의 경우 60~90분 만에 도달한다. 이는 서방형(ER/XR) 제제보다 짧은 시간이다. 클로니딘의 분배계수에 로그를 취한 값(log P)은 1.6으로, 지질에 잘 녹는다. 뇌혈관장벽을 뚫고 사람의 중추신경계에서 활성을 가지기 위한 최적의 log P 값은 2.0으로 알려져 있다. 경구 투여한 용량 중에서 흡수된 용량의 절반 이하가 간에서 비활성 대사산물로 대사되고, 나머지 절반은 대사되지 않은 채 콩팥으로 배설된다. 경구 투여된 용량의 5분의 1 정도는 흡수되지 않고 대변으로 배출된다. 간의 마이크로솜을 이용한 연구에서는 간에서 클로니딘이 CYP2D6 (66%), CYP1A2 (10-20%), CYP3A (0-20%)에 의해 주로 대사되며, 적은 양은 CYP3A5, CYP1A1, CYP3A4에 의해 대사된다고 밝혔다. 클로니딘의 주된 대사산물인 4-하이드록시클로니딘도 알파-2 작용제이지만 지용성이 아니므로 뇌혈관장벽을 가로지를 수 없고, 클로니딘이 효과를 내는 데에는 영향이 없다고 여겨진다..
클로니딘의 생물학적 반감기 측정값은 6시간에서 23시간까지 아주 다양하게 나타나는데, 콩팥의 기능에 반감기가 크게 영향을 받으며 콩팥 질환이 있다면 반감기가 길어진다. 또한 반감기의 차이는 CYP2D6의 유전자에 부분적으로 영향을 받을 수 있다. 몇몇 연구에서는 클로니딘의 반감기가 용량 의존적이며, 만성적인 투여 중에는 반감기가 대략 배로 늘어날 수 있다고 주장하였으나 다른 연구들에서는 이를 부정하기도 했다. 0.3mg을 경구 투여했을 때, 환자 5명을 대상으로 한 소규모 연구에서는 반감기를 6.3~23.4시간, 평균은 12.7시간으로 측정하였다. 비슷하게 5명을 대상으로 한 연구에서는 반감기의 범위가 보다 좁게 측정되어 6.7~13시간, 평균은 8.6시간이라는 결과를 냈다. 한편 보다 젊은 환자가 포함된 8명을 대상으로 한 연구에서는 평균 반감기가 7.5시간으로 다소 짧게 측정되었다.